# لیگ برتر فوتبال زنان ایران ۹۴–۱۳۹۳
لیگ برتر فوتبال بانوان ایران ۹۴–۱۳۹۳ هفتمین دوره رقابتهای لیگ برتر فوتبال بانوان ایران و بالاترین سطح مسابقات باشگاهی فوتبال بانوان در ایران می‌باشد. طبق روال گذشته در این دوره نیز ۱۲ تیم حضور داشتند. این مسابقات در تاریخ ۲۲ اسفند ۱۳۹۳ با قهرمانی تیم شهرداری بم پایان رسید. تیم‌های ملوان و آیندسازان میهن نیز به مقام‌های دومی و سومی رسیدند.
در این مسابقات سارا قمی از تیم ملوان با ۳۷* گل زده عنوان خانم گلی  را به خود اختصاص داد. بهترین خط دفاع متعلق به تیم شهرداری بم با ۱۰ گل خورده و بهترین خط حمله متعلق به تیم شهرداری بم با ۷۵ گل زده بود.  همچنین ۳۵۷ گل زده از خط دروازه ها گذشت. ۱۸۴ کارت زرد و ۱۶ کارت قرمز از سوی داوران مسابقات به بازیکنان خاطی داده شد. زهرا قنبری به عنوان برترین بازیکن این فصل انتخاب شد.

## تیم‌های حاضر در این فصل

### شهر و ورزشگاه
| باشگاه           | شهر       | ورزشگاه | گنجایش |
| ---------------- | --------- | ------- | ------ |
| شهرداری بم       | بم        |         |        |
| ملوان            | بندرانزلی |         |        |
| آینده سازان میهن | نجف آباد  |         |        |
| پالایش گاز ایلام | ایلام     |         |        |
| شهرداری سیرجان   | سیرجان    |         |        |
| دلوار کشتی       | بوشهر     |         |        |
| استقلال تهران    | تهران     |         |        |
| همیاری ارومیه    | ارومیه    |         |        |
| پاس همدان        | همدان     |         |        |
| صدرا فارس        | شیراز     |         |        |
| ماهان تندیس      | قم        |         |        |
| دادگر            | جیرفت     |         |        |

### تیم‌ها بر پایه استان
| استان          | تعداد تیم‌ها | تیم‌ها                              |
| -------------- | ----------- | ---------------------------------- |
| کرمان          | ۳           | دادگر ، شهرداری سیرجان، شهرداری بم |
| تهران          | ۱           | استقلال                            |
| اصفهان         | ۱           | آینده سازان میهن                   |
| آذربایجان غربی | ۱           | همیاری ارومیه                      |
| فارس           | ۱           | صدرا فارس                          |
| ایلام          | ۱           | پالایش گاز ایلام                   |
| قم             | ۱           | صبای قم                            |
| گیلان          | ۱           | ملوان                              |
| همدان          | ۱           | پاس همدان                          |
| بوشهر          | ۱           | دلوار کشتی                         |

### مربیان و لباس‌ها
| باشگاه           | سرمربی | کاپیتان | سازنده البسه | تبلیغ پیراهن | فصل قبل |
| ---------------- | ------ | ------- | ------------ | ------------ | ------- |
| شهرداری بم       |        |         |              |              |         |
| ملوان بندرانزلی  |        |         |              |              |         |
| آینده سازان میهن |        |         |              |              |         |
| پالایش گاز ایلام |        |         |              |              |         |
| شهرداری سیرجان   |        |         |              |              |         |
| دلوار کشتی       |        |         |              |              |         |
| استقلال تهران    |        |         |              |              |         |
| همیاری ارومیه    |        |         |              |              |         |
| پاس همدان        |        |         |              |              |         |
| صدرا فارس        |        |         |              |              |         |
| ماهان تندیس      |        |         |              |              |         |
| دادگر            |        |         |              |              |         |

## جدول لیگ
| رده | تیم            | بازیها | برد | مساوی | باخت | گل زده | گل خورده | تفاضل گل | امتیاز | صعود یا سقوط |
| --- | -------------- | ------ | --- | ----- | ---- | ------ | -------- | -------- | ------ | ------------ |
| ۱   | شهرداری بم (ق) | ۱۸     | ۱۶  | ۱     | ۱    | ۸۲     | ۱۰       | ۷۲+      | ۴۹     |              |
| ۲   | ملوان          | ۱۸     | ۱۴  | ۱     | ۳    | ۷۴     | ۱۸       | ۵۶+      | ۴۳     |              |
| ۳   | آیندسازان میهن | ۱۸     | ۱۲  | ۳     | ۳    | ۴۶     | ۱۷       | ۲۹+      | ۳۹     |              |
| ۴   | پالایش گاز     | ۱۸     | ۱۰  | ۱     | ۷    | ۴۳     | ۳۵       | ۸+       | ۳۱     |              |
| ۵   | شهرداری سیرجان | ۱۸     | ۹   | ۱     | ۸    | ۵۱     | ۳۰       | ۲۱+      | ۲۸     |              |
| ۶   | دلوار کشتی     | ۱۸     | ۷   | ۲     | ۹    | ۳۴     | ۲۸       | ۶+       | ۲۳     |              |
| ۷   | استقلال تهران  | ۱۸     | ۶   | ۳     | ۹    | ۲۸     | ۲۸       | ۰        | ۲۱     |              |
| ۸   | همیاری ارومیه  | ۱۸     | ۶   | ۱     | ۱۱   | ۳۴     | ۴۱       | ۷-       | ۱۹     |              |
| ۹   | پاس همدان      | ۱۸     | ۳   | ۱     | ۱۴   | ۳۱     | ۶۸       | ۳۷-      | ۱۰     |              |
| ۱۰  | صدرا فارس      | ۱۰     | ۱   | ۰     | ۹    | ۶      | ۵۵       | ۴۹-      | ۳      |              |
| ۱۱  | ماهان تندیس    | ۰      | ۰   | ۰     | ۰    | ۰      | ۰        | ۰        | ۰      |              |
| ۱۲  | دادگر جیرفت    | ۱۰     | ۰   | ۰     | ۱۰   | ۱      | ۱۰۰      | ۹۹-      | ۰      |              |

- (ق)= قهرمان؛ (ق.ح)= قهرمان جام حذفی؛ (س)= سقوط؛

## قهرمان
| قهرمان لیگ برتر کوثر ۹۴–۱۳۹۳ |
| ---------------------------- |
| شهرداری بم                   |
| چهارمین عنوان                |